# Lucie Horsch
Pour les articles homonymes, voir Horsch.
Lucie Horsch, née à Amsterdam en 1999, est une joueuse de flûte à bec néerlandaise.

## Biographie
Fille de deux violoncellistes professionnels (son père est violoncelliste solo du Concertgebouw), elle commence à étudier la flûte à bec à l'âge de cinq ans. Elle se fait connaître en jouant à la télévision néerlandaise dans la Cinquième Danse hongroise de Brahms à l'âge de neuf ans.
En 2014, elle représente le Pays-Bas à l’Eurovision des jeunes musiciens 2014 avec une musique de Vivaldi. En 2016, elle reçoit le Prix Jeune Talent du Concertgebouw en présence de  John Eliot Gardiner 
En juin 2020, Lucie Horsch a reçu le prestigieux Dutch Music Award (en), la plus haute distinction décernée par le Ministère de l'Éducation, de la Culture et de la Science à un musicien travaillant dans la musique classique.

## Discographie
- 2016 - Son premier disque est consacré à Vivaldi
- 2019 - Baroque Journey, Academy of Ancient Music, (Decca)